# Harry Ziegler
Harry Evert Ziegler, född 18 december 1919 i Helsingborg, död 26 december 1993 i Helsingborg, var en svensk fotbollsspelare (högerback).
Ziegler representerade Hälsingborgs IF mellan 1944 och 1952, och gjorde sammanlagt 82 allsvenska matcher (inga mål) för klubben.
Han beskrivs som en hård, energisk och konditionsstark spelare med fin spark och gott huvudspel.